# زغال تپه
زغال تپه در شهرستان کمیجان، بخش میلاجرد، دهستان خسروبیگ، روستای خسروبیگ واقع شده و این اثر در تاریخ ۱۵ دی ۱۳۸۷ با شمارهٔ ثبت ۲۴۲۹۹ به‌عنوان یکی از آثار ملی ایران به ثبت رسیده است.